# Jamil (prénom)
Pour le chanteur marocain vivant au Québec, voir Jamil.
 (octobre 2018).
Si vous disposez d'ouvrages ou d'articles de référence ou si vous connaissez des sites web de qualité traitant du thème abordé ici, merci de compléter l'article en donnant les références utiles à sa vérifiabilité et en les liant à la section « Notes et références ».
Jamil (arabe: جميل, IPA: d͡ʒa.miːl) est un prénom masculin d'origine arabe,,. Jamila (arabe: جميلة) est la forme féminine du prénom Jamil.

## Variantes

### Jamil
- Cemil, Cemal (turc)
- Djamil (arabe algérien)
- Džemil (bosnien)
- Gamil (arabe égyptien)
- Jamil, Jameel, Jemil, Jemeel (anglais)
- Yamil, Yamal (espagnol)

### Jamila
- Cemile (turc)
- Cəmilə (azéri)
- Djamila, Djemila (arabe algérien : جميلة)
- Džemila (bosnien)
- Djamilja (russe : Джамиля)
- Gamila (arabe égyptien: جميلة)
- Giamila (italien)
- Jameela, Jameelah, Jamie Jamila, Jamilla, Jamillah, Jemila, Jemilah, Jemilla, Jemillah, Jemileh, Jemilleh, Mila, Milla, Millie, Milly (anglais)
- Jamira (japonais : ジェミラ), Jamīra (japonais : ジェミーラ)
- Jamila, Jamileth, Jamilex, Jamillette, Yamila, Yamile, Yamilé, Yamilet, Yamileth, Yamilex (espagnol)